# Граф алгоритма
Граф алгоритма — ориентированный граф, состоящий из вершин, соответствующих операциям алгоритма, и направленных дуг, соответствующих передаче данных (результаты одних операций передаются в качестве аргументов другим операциям) между ними. Не следует путать его с графом управления программы и тем более с её блок-схемой.
Активно используется при исследованиях скрытого параллелизма в алгоритмах, записанных на традиционных языках программирования последовательного типа.
Особенностями графа алгоритма являются:
- его ацикличность;
- невозможность, в общем случае, его описания простым перечислением, в силу того, что его составляющие могут зависеть от внешних параметров решаемой им задачи (например, алгоритм, реализующий метод Гаусса — от размера матрицы).

В ряде случаев (см., например, линейный класс программ) удаётся избавиться от излишнего лексикографического порядка и получить из текста программы, например, на Фортране, граф алгоритма, используя чисто формальную методику, которая может быть реализована в программных системах. После этого можно использовать его для подготовки параллельной реализации этого алгоритма, исследуя его характеристики, такие как развёртки или ярусно-параллельные формы. Эта методология распараллеливания развита с начала 1980-х гг. и описана в работах В. В. Воеводина и коллектива его последователей. На её основе разработаны некоторые системы исследования параллельных структур в программах, наиболее известной из них является V-Ray, разработанная в НИВЦ МГУ.
Подобный тип графа встречается в TensorFlow под понятием «граф вычисления», где в качестве вершин представляются операции, а в качестве рёбер — тензоры.

## Характеристики графа алгоритма и смежные понятия
- Критический путь графа определяет максимальную длину пути в графе.
- Ярусно-параллельная форма графа — разделение графа на ярусы, используется для подготовки к параллельной реализации алгоритма.
- Развёртки графа — специальные функции над графом, используются для подготовки к параллельной реализации алгоритма.
- Граф зависимостей — одна из свёрток графа алгоритма.
- Сигма — язык записи графа алгоритма. Разработан для интерфейса V-Ray с другими системами, использующими результаты её работы.